# Sophronica mediorufoantennata
Sophronica mediorufoantennata är en skalbaggsart som beskrevs av Stefan von Breuning 1968. Sophronica mediorufoantennata ingår i släktet Sophronica och familjen långhorningar. Inga underarter finns listade i Catalogue of Life.